# The Coalition
The Coalition (eller Liberal–National Coalition) er en politisk koalition af centrum-højre partier, der udgør den ene af de to store blokke i national australsk politik. Koalitionens politiske modpart er Australian Labor Party (ALP), og de to blokke anses i praksis at udgøre et to-parti system. The Coalition har siden det australske parlamentsvalg i 2013 været regeringsledende i Australien. Leder af The Coalition har siden 2018 været Australiens premierminister Scott Morrison. The Coalition vandt det seneste parlamentsvalg i 2019. 
De to partier i The Coalition er Liberal Party of Australia og National Party of Australia. 
De to partier har forskellige vælgerbaser; hvor det større Liberal Party primært har deres vælgere i byerne, har National Party næsten udelukkende deres vælger i landdistrikterne. Samarbejdet blev etableret i 1946 kort efter dannelsen af The Liberal Party.
I Northern Territory har terrioriets afdelinger af Liberal Party og National Party fussioneret i 1974 til Country Liberal Party (CLP), og i Queensland har partiafdelingerne i 2008 fusioneret til Liberal National Party of Queensland (LNP).